# Luís Lemos
Luís Lemos (Belmonte, 1954) é um pintor português.

## Biografia
Nasceu em 1954, no concelho de Belmonte, mas muito cedo emigrou para França, em conjunto com os seus pais. Em 1975 fixou-se na cidade de Paris, onde estudou desenho na Escola do Louvre, e frequentou vários cursos particulares de desenho e pintura. Em 1978 cruza-se com o galerista Jean-Robert Arnaud, que tinha fundado a revista Cimaise sobre arte contemporânea, e na qual Luís Lemos emprega-se como secretário da redacção, tendo-se mantido neste posto até 1991. Em 1979 faz as suas primeiras viagens, tendo percorrido vários locais, como Veneza, a Jugoslávia e e o Egipto, que tiveram influência sobre as suas obras.
Nos anos 80, Luís Lemos organizou várias exposições individuais em diversos pontos da Europa. Em 1984 foi condecorado com o Prix des Jeunes Artistes do Conseil Régional de L'Ile-de-France, e no ano seguinte esteve presente na ARCO - Feira de Arte Contemporânea, em Madrid, representando a Galeria Joachin Becker, de Cannes. Em 1988 e 1989 expôs no Centre Culturel Portugais, em Paris. Em 1988 voltou a Portugal, tendo percorrido o país de Norte a Sul, com destaque para Lisboa. Em 1995 foi feita uma retrospectiva da sua obra no Palácio Galveias, em Lisboa. Em 1997 foi responsável pela criação dos vitrais da igreja de Bouilly-en-Gâtinais, em França. Na década de 2020 vivia e trabalhava entre Lisboa e o departamento francês de Loiret. Em 2021 participou numa exposição na Catedral de Lille, com um quadro inspirado pela Paixão de Cristo.
Segundo o Centro Português de Serigrafia, a sua obra insere-se na tipologia de Bad Painting, estando integrada «no pós-modernismo dos anos 80, que entre outras manifestações, nos trouxe o Neo-Expressionismo Alemão, cujo gesto selvagem e temática brutal assumem na criação de Luís Lemos uma pintura tumultuosa, de raiz instintiva onde a subversão do Desejo se alia ao Erotismo como forma de transgressão». Os seus trabalhos foram expostos em diversos pontos do globo, marcou presença em várias feiras internacionais de arte, como a FIAC e a ARCO, e participou em grandes salões franceses, como o Grands et jeunes d'aujourd'hui, MAC 2000, Montrouge, Prix de Vitry, Jeune Peinture, Découvertes e Art Jonction.